# Eastbourne International 2024
L'Eastbourne International 2024, ufficialmente Rothesay International 2024 per motivi di sponsorizzazione, è stato un torneo di tennis giocato sull'erba. È stata la 13ª edizione facente parte della categoria ATP Tour 250 nell'ambito dell'ATP Tour 2024 e la 49ª edizione della categoria WTA 500 nell'ambito del WTA Tour 2024. Sia il torneo maschile sia quello femminile si sono giocati al Devonshire Park Lawn Tennis Club di Eastbourne, nel Regno Unito, dal 24 al 29 giugno 2024.

## Partecipanti ATP singolare

### Teste di serie
| Nazionalità | Giocatore                   | Ranking* | Testa di serie |
| ----------- | --------------------------- | -------- | -------------- |
| Stati Uniti | Taylor Fritz                | 12       | 1              |
| Stati Uniti | Tommy Paul                  | 13       | 2              |
| Kazakistan  | Aleksandr Bublik            | 17       | 3              |
| Argentina   | Sebastián Báez              | 19       | 4              |
| Argentina   | Francisco Cerúndolo         | 26       | 5              |
| Argentina   | Mariano Navone              | 29       | 6              |
| Argentina   | Tomás Martín Etcheverry     | 32       | 7              |
| Spagna      | Alejandro Davidovich Fokina | 33       | 8              |

* Ranking al 17 giugno 2024.

### Altri partecipanti
I seguenti giocatori hanno ricevuto una wildcard per il tabellone principale:
- Liam Broady
- Jacob Fearnley
- Billy Harris

Il seguente giocatore è entrato in tabellone con il ranking protetto:
- Kei Nishikori

I seguenti giocatori sono entrati nel tabellone principale passando dalle qualificazioni:

- James McCabe
- Yoshihito Nishioka
- Max Purcell
- Shang Juncheng

I seguenti giocatori sono entrati in tabellone come lucky loser:
- Aleksandar Vukic
- Charles Broom
- Giles Hussey
- Henry Searle

### Ritiri
Prima del torneo
- Alejandro Davidovich Fokina → sostituito da  Henry Searle
- Jack Draper → sostituito da  Thiago Seyboth Wild
- Arthur Fils → sostituito da  Arthur Rinderknech
- Dominik Koepfer → sostituito da  Aleksandar Vukic
- Jiří Lehečka → sostituito da  Miomir Kecmanović
- Kei Nishikori → sostituito da  Giles Hussey
- Tommy Paul → sostituito da  Charles Broom

## Partecipanti ATP doppio

### Teste di serie
| Nazionalità | Giocatore       | Nazionalità   | Giocatore     | Ranking* | Teste di serie |
| ----------- | --------------- | ------------- | ------------- | -------- | -------------- |
| Stati Uniti | Rajeev Ram      | Regno Unito   | Joe Salisbury | 11       | 1              |
| El Salvador | Marcelo Arévalo | Croazia       | Mate Pavić    | 16       | 2              |
| Australia   | Matthew Ebden   | Australia     | John Peers    | 42       | 3              |
| Regno Unito | Neal Skupski    | Nuova Zelanda | Michael Venus | 42       | 4              |

* Ranking al 17 giugno 2024.

### Altri partecipanti
Le seguenti coppie di giocatori hanno ricevuto una wildcard per il tabellone principale:
- Liam Broady /  Billy Harris
- Charles Broom /  Arthur Fery

La seguente coppia di giocatori è entrata in tabellone come alternate:
- Guido Andreozzi /  Marcus Daniell

### Ritiri
Prima del torneo
- Charles Broom /  Arthur Fery → sostituiti da  Guido Andreozzi /  Marcus Daniell
- Ivan Dodig /  Austin Krajicek → sostituiti da  Austin Krajicek /  Mackenzie McDonald
- Gonzalo Escobar /  Oleksandr Nedovjesov → sostituiti da  Victor Vlad Cornea /  Oleksandr Nedovjesov

## Partecipanti singolare WTA

### Teste di serie
| Nazionalità | Giocatrice               | Ranking* | Testa di serie |
| ----------- | ------------------------ | -------- | -------------- |
| Kazakistan  | Elena Rybakina           | 4        | 1              |
| Stati Uniti | Jessica Pegula           | 5        | 2              |
| Italia      | Jasmine Paolini          | 7        | 3              |
| Stati Uniti | Madison Keys             | 12       | 4              |
| Lettonia    | Jeļena Ostapenko         | 13       | 5              |
|             | Dar'ja Kasatkina         | 14       | 6              |
| Polonia     | Barbora Krejčíková       | 25       | 7              |
|             | Anastasija Pavljučenkova | 26       | 8              |

* Ranking al 17 giugno 2024.

### Altre partecipanti
Le seguenti giocatrici hanno ricevuto una wild card per il tabellone principale:
- Harriet Dart
- Lily Miyazaki
- Emma Raducanu

Le seguenti giocatrici sono entrate in tabellone con il ranking protetto:
- Ajla Tomljanović

Le seguenti giocatrici sono entrate nel tabellone principale passando dalle qualificazioni:

- Elina Avanesjan
- Viktorija Golubic
- Anhelina Kalinina
- Ashlyn Krueger
- Magda Linette
- Greet Minnen

La seguente giocatrice è entrata in tabellone come lucky loser:
- Sofia Kenin
- Petra Martić

### Ritiri
Prima del torneo
- Danielle Collins → sostituita da  Wang Xinyu
- Elena Rybakina → sostituita da  Sofia Kenin
- Ajla Tomljanović → sostituita da  Petra Martić

## Partecipanti doppio WTA

### Teste di serie
| Nazionalità | Giocatore          | Nazionalità   | Giocatore       | Ranking* | Teste di serie |
| ----------- | ------------------ | ------------- | --------------- | -------- | -------------- |
| Canada      | Gabriela Dabrowski | Nuova Zelanda | Erin Routliffe  | 8        | 1              |
| Rep. Ceca   | Barbora Krejčiková | Germania      | Laura Siegemund | 29       | 2              |
| Paesi Bassi | Demi Schuurs       | Brasile       | Luisa Stefani   | 29       | 3              |
| Italia      | Sara Errani        | Italia        | Jasmine Paolini | 29       | 4              |

* Ranking al 17 giugno 2024.

## Punti
| Evento              | V   | F   | SF  | QF  | 2T   | 1T | Q    | Q2   | Q1   |
| Singolare maschile  | 250 | 165 | 100 | 50  | 25   | 0  | 13   | 7    | 0    |
| Doppio maschile     | 250 | 150 | 90  | 45  | N.D. | 0  | N.D. | N.D. | N.D. |
| Singolare femminile | 500 | 325 | 195 | 108 | 60   | 1  | 25   | 13   | 1    |
| Doppio femminile    | 500 | 325 | 195 | 108 | N.D. | 1  | N.D. | N.D. | N.D. |

## Montepremi
| Evento              | V         | F        | SF       | QF       | 2T       | 1T      | Q2      | Q1      |
| Singolare maschile  | 112 555 € | 65 660 € | 38 610 € | 22 370 € | 12 990 € | 7 940 € | 3 970 € | 2 165 € |
| Doppio maschile*    | 39 110 €  | 20 930 € | 12 270 € | 6 860 €  | N.D.     | 4 040 € | N.D.    | N.D.    |
| Singolare femminile | 142 000 $ | 87 655 $ | 51 205 $ | 24 910 $ | 13 590 $ | 9 820 $ | 6 603 $ | 3 380 $ |
| Doppio femminile*   | 47 390 $  | 28 720 $ | 16 430 $ | 8 510 $  | N.D.     | 5 140 $ | N.D.    | N.D.    |

*per team

## Campioni

### Singolare maschile
Taylor Fritz ha sconfitto in finale  Max Purcell con il punteggio di 6-4, 6-3.
- È l'ottavo titolo in carriera per Fritz, il secondo in stagione.

### Singolare femminile
Dar'ja Kasatkina ha sconfitto in finale  Leylah Fernandez con il punteggio di 6-3, 6-4.
- È il settimo titolo in carriera per Kasatkina, il primo in stagione.

### Doppio maschile
Neal Skupski /  Michael Venus hanno sconfitto in finale  Matthew Ebden /  John Peers con il punteggio di 4-6, 7-6(2), [11-9].

### Doppio femminile
Ljudmyla Kičenok /  Jeļena Ostapenko hanno sconfitto in finale  Gabriela Dabrowski /  Erin Routliffe con il punteggio di 5-7, 7-6(2), [10-8].